# Логинов, Рэм Иванович
Рэм Иванович Логинов (28.07.1924 — 22.07.1987) — советский военный деятель.

## Биография
Родился в городе Грозный. В 1941 году окончил школу.
В армии с мая 1942 года. В 1943 году окончил артиллерийские курсы под Грозным.
Участник Великой Отечественной войны с сентября 1943 года. 15 сентября 1943 года был ранен, лечился в госпитале. С апреля 1944 года воевал в составе 21-й гвардейской танковой бригады командиром взвода зенитно-пулемётной роты. Участвовал в Ясско-Кишинёвской, Дебреценской, Будапештской, Венской, Братиславско-Брновской и Пражской операциях.
Участник советско-японской войны на 1-м Дальневосточном фронте. Участвовал в Харбино-Гиринской операции. Освобождал город Харбин в Китае и пробыл там до 1946 года. 
До 1950 года служил в Германии. В 1951 году поступил в Военную академию имени М. В. Фрунзе, по окончании ему присвоено звание полковник.
С 1966 года по 1969 год был командирован военным атташе в город Каир.
С 1969 года преподаватель на военной кафедре Свердловского горного института.
Скончался 22 июля 1987 года. Похоронен на Сибирском кладбище.

## Награды
- орден Отечественной войны I степени (06.04.1985)[1]
- орден Отечественной войны  II степени (04.05.1945)
- орден Красной Звезды (20.03.1944)
- орден «За службу Родине в Вооружённых Силах СССР» III степени
- медали